# Кубидат
Кубидат — река в Томской и Кемеровской областях России, левый приток Кии. Устье находится в 58 км от устья по левому берегу Кии. Протяжённость реки 49 км.

## Притоки
- 25 км: Колбинка (пр)
- 37 км: Благая Кубидат (лв)

## Данные водного реестра
По данным государственного водного реестра России относится к Верхнеобскому бассейновому округу, водохозяйственный участок реки — Чулым от Ачинска до водомерного поста в селе Зырянском, речной подбассейн реки — Чулым. Речной бассейн реки — (Верхняя) Обь до впадения Иртыша.
Код водного объекта — 13010400212115200019368.